# Stefan Sagmeister
Stefan Sagmeister (* 6. srpna 1962) je rakouský grafický designér a typograf, působící v New Yorku.
Studoval na Univerzitě užitého umění ve Vídni, kterou dokončil v roce 1986. Následně odešel díky Fulbrightovu stipendiu studovat na Prattův institut do New Yorku, kde získal magisterský titul. Od té doby působí v New Yorku. V roce 2008 měl v Brně (v rámci Mezinárodního bienále grafického designu) výstavu nazvanou Co jsem se zatím v životě naučil; vyšla také stejnojmenná kniha. V roce 2016 o něm byl natočen celovečerní dokumentární film The Happy Film. Je držitelem Čestného odznaku Za zásluhy o Rakouskou republiku (2013).
Je autorem obalů mnoha hudebních alb. Dvakrát získal cenu Grammy za nejlepší obal, a to za kompilaci Once in a Lifetime (2003) skupiny Talking Heads, a za album Everything That Happens Will Happen Today (2008) hudebníků Davida Byrnea a Briana Ena. Na cenu byl dále nominován za alba:
- Mountains of Madness (1995) kapely H. P. Zinker,
- Miracle of Science (1996) hudebníka Marshalla Crenshawa,
- Set the Twilight Reeling (1996) hudebníka Lou Reeda,
- Fantastic Spikes Through Balloon (1996) kapely Skeleton Key,
- The Complete Verve Master Takes (2003) saxofonisty Charlieho Parkera.